# Veera Ballala I
Veera Ballala I (1102 – 1108) è stato un re dell'Impero Hoysala.
Il suo regno fu breve e senza particolari eventi degni di nota, anche se sottomise i Chengalva e i Santhara. Gli storici affermano come Veera Ballala I possa aver condotto alcuni tentativi di rovesciare il dominio dell'Impero Chalukya occidentale. Tentativi che si dimostrarono però infruttuosi.